# Thịt

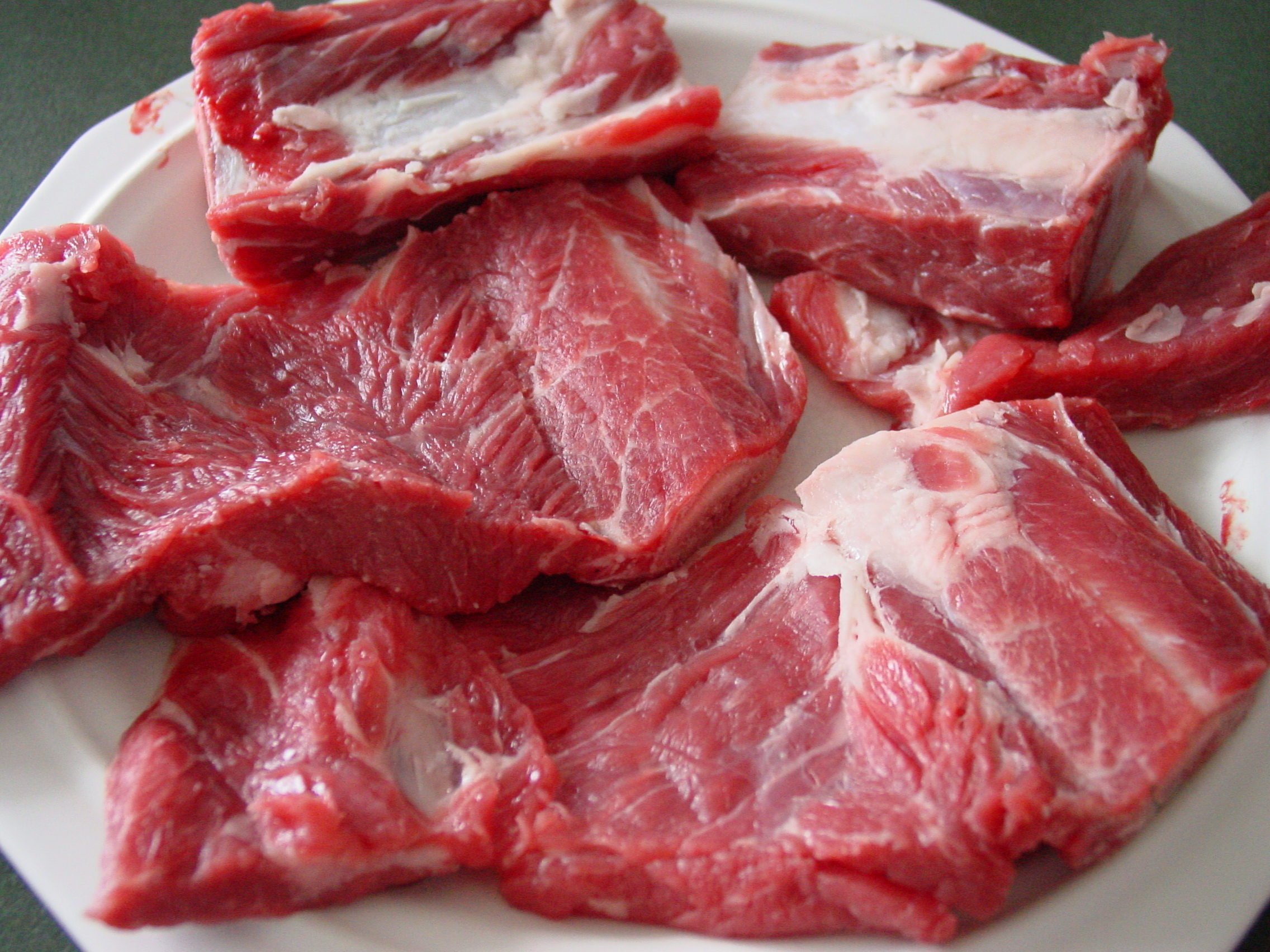
Thịt tươi

Thịt thực phẩm hay gọi thường là thịt (tiếng Anh: meat) là mô cơ của một số loài động vật như bò, lợn, gà được dùng làm thực phẩm cho con người. Con người đã săn bắt và giết động vật để lấy thịt từ thời tiền sử. Sự ra đời của nền văn minh nông nghiệp cho phép các loài động vật như gà, cừu, thỏ, lợn và gia súc được thuần hóa. Cuối cùng đã dẫn đến việc thịt của các loài động vật này được sản xuất ở quy mô công nghiệp với sự hỗ trợ của các lò mổ.
Thịt có thành phần chủ yếu là nước, protein và chất béo. Thịt có thể được ăn sống, nhưng thông dụng nhất là sau khi đã được nấu chín và tẩm gia vị hoặc chế biến bằng nhiều cách khác nhau. Thịt chưa qua chế biến sẽ bị ôi thiu hoặc thối rữa trong vòng vài giờ hoặc vài ngày do bị nhiễm vi khuẩn và nấm.
Thịt đóng vai trò quan trọng trong kinh tế và văn hóa, mặc dù việc sản xuất và tiêu thụ thịt hàng loạt đã được xác định là có nguy cơ đối với sức khỏe con người và môi trường. Nhiều tôn giáo còn quy định về việc được phép ăn những loại thịt nào. Những người ăn chay và thuần chay có thể kiêng ăn thịt vì lo ngại về đạo đức, ảnh hưởng môi trường của việc sản xuất thịt hoặc ảnh hưởng dinh dưỡng của việc tiêu thụ.

## Lịch sử

### Săn bắn và trồng trọt
Bằng chứng cổ sinh vật học cho thấy rằng thịt chiếm một tỷ lệ đáng kể trong chế độ ăn uống của những người tiền sử đầu tiên.:2 Những người săn bắt hái lượm thời sơ khai phụ thuộc vào việc săn bắt có tổ chức các loài động vật lớn như bò rừng và hươu.:2
Việc thuần hóa động vật, trong đó chúng ta có bằng chứng có từ cuối thời kỳ băng hà cuối cùng (khoảng 10.000 TCN),:2 cho phép sản xuất thịt một cách có hệ thống và chăn nuôi động vật nhằm cải thiện sản lượng thịt.:2 Các loài động vật hiện là nguồn thịt chính đã được thuần hóa cùng với sự phát triển của các nền văn minh sơ khai:
- Cừu, có nguồn gốc từ Tây Á, được con người thuần hóa với sự hỗ trợ của chó trước khi hình thành nền nông nghiệp định cư, có thể là vào đầu thiên niên kỷ thứ 8 trước Công nguyên.[2]:3 Một số giống cừu đã được hình thành ở Mesopotamia và Ai Cập cổ đại vào năm 3500–3000 TCN.[2]:3 Ngày nay, có hơn 200 giống cừu tồn tại.
- Gia súc được thuần hóa ở Lưỡng Hà sau khi nền nông nghiệp định cư được thành lập khoảng 5000 TCN,[2]:5 và một số giống được hình thành vào 2500 TCN.[2]:6 Gia súc thuần hóa hiện đại được xếp vào các nhóm Bos taurus (gia súc châu Âu) và Bos taurus indicus (zebu) và đều là hậu duệ của loài auroch hiện đã tuyệt chủng.[2]:5 Bắt đầu từ giữa thế kỷ 18, người ta chăn nuôi bò thịt – đây cũng là gia súc được tối ưu hoá cho mục đích lấy thịt vì các loài động vật khác phù hợp cho mục đích làm việc hoặc cho sữa hơn.[2]:7

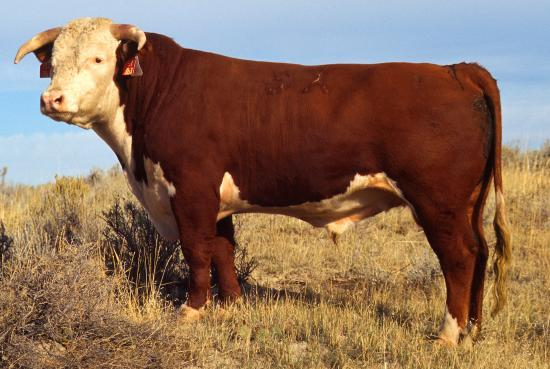
Một con bò đực Hereford, một giống bò thường được sử dụng để sản xuất thịt bò.

- Lợn nhà, có nguồn gốc từ lợn rừng, được biết là đã tồn tại khoảng 2500 năm TCN ở Hungary ngày nay và ở thành Troy. Đồ gốm từ thời trước đó của Tell es-Sultan (Jericho) và Ai Cập có khắc họa loài lợn rừng.[2]:8 Xúc xích và dăm bông làm từ thịt lợn có tầm quan trọng thương mại lớn trong thời kỳ Hy Lạp-La Mã.[2]:8 Lợn tiếp tục được lai tạo thâm canh vì chúng đang được tối ưu hóa để tạo ra thịt phù hợp nhất cho các sản phẩm thịt cụ thể.[2]:9

Các động vật khác đang hoặc đã được nuôi hoặc bị săn bắt cho mục đích lấy thịt. Loại thịt được tiêu thụ thay đổi nhiều giữa các nền văn hóa khác nhau, thay đổi theo thời gian, tùy thuộc vào các yếu tố như truyền thống và sự hiện diện của động vật. Số lượng và loại thịt tiêu thụ cũng khác nhau dựa trên thu nhập, giữa các quốc gia khác nhau và trong cùng một quốc gia.
- Hươu bị săn bắt để lấy thịt (thịt nai) ở nhiều vùng khác nhau.
- Ngựa thường được nuôi lấy thịt ở Pháp,[4] Ý, Đức và Nhật Bản, cùng các nước khác.[5] Ngựa và các loài động vật có vú lớn khác như tuần lộc bị săn bắt vào cuối thời kỳ đồ đá cũ ở Tây Âu.[6]
- Thịt chó được tiêu thụ ở Trung Quốc,[7] Hàn Quốc[8] và Việt Nam.[9] Thịt chó cũng thỉnh thoảng được ăn ở các vùng Bắc Cực.[10] Trong lịch sử, thịt chó đã được tiêu thụ ở nhiều nơi trên thế giới như Hawaii,[11] Nhật Bản,[12] Thụy Sĩ[13] và México.[14]
- Thịt mèo được tiêu thụ ở Nam Trung Quốc, Peru[15] và đôi khi cũng có ở Bắc Ý.[16][17]
- Lợn Guinea được nuôi để lấy thịt trên dãy Andes.[18]
- Cá voi và cá heo bị săn bắt, một phần để lấy thịt, ở Nhật Bản, Alaska, Siberia, Canada, quần đảo Faroe, Greenland, Iceland, Saint Vincent và Grenadines và bởi hai cộng đồng nhỏ ở Indonesia.[19]

Nền nông nghiệp hiện đại sử dụng một số kỹ thuật, chẳng hạn như kiểm tra thế hệ con cháu, để tăng tốc độ chọn lọc nhân tạo bằng cách nhân giống động vật để nhanh chóng đáp ứng các yêu cầu về chất lượng thịt từ các nhà sản xuất thịt.:10 Ví dụ, trước những lo ngại về sức khỏe được công khai rộng rãi liên quan đến chất béo bão hòa trong những năm 1980, hàm lượng chất béo trong thịt bò, thịt lợn và thịt cừu ở Vương quốc Anh đã giảm từ 20–26% xuống 4–8% trong vòng một vài thập kỷ, do cách nhân giống lấy nạc và thay đổi phương pháp giết thịt.:10 Các phương pháp kỹ thuật di truyền nhằm cải thiện chất lượng sản xuất thịt của động vật cũng đang trở nên phổ biến.:14

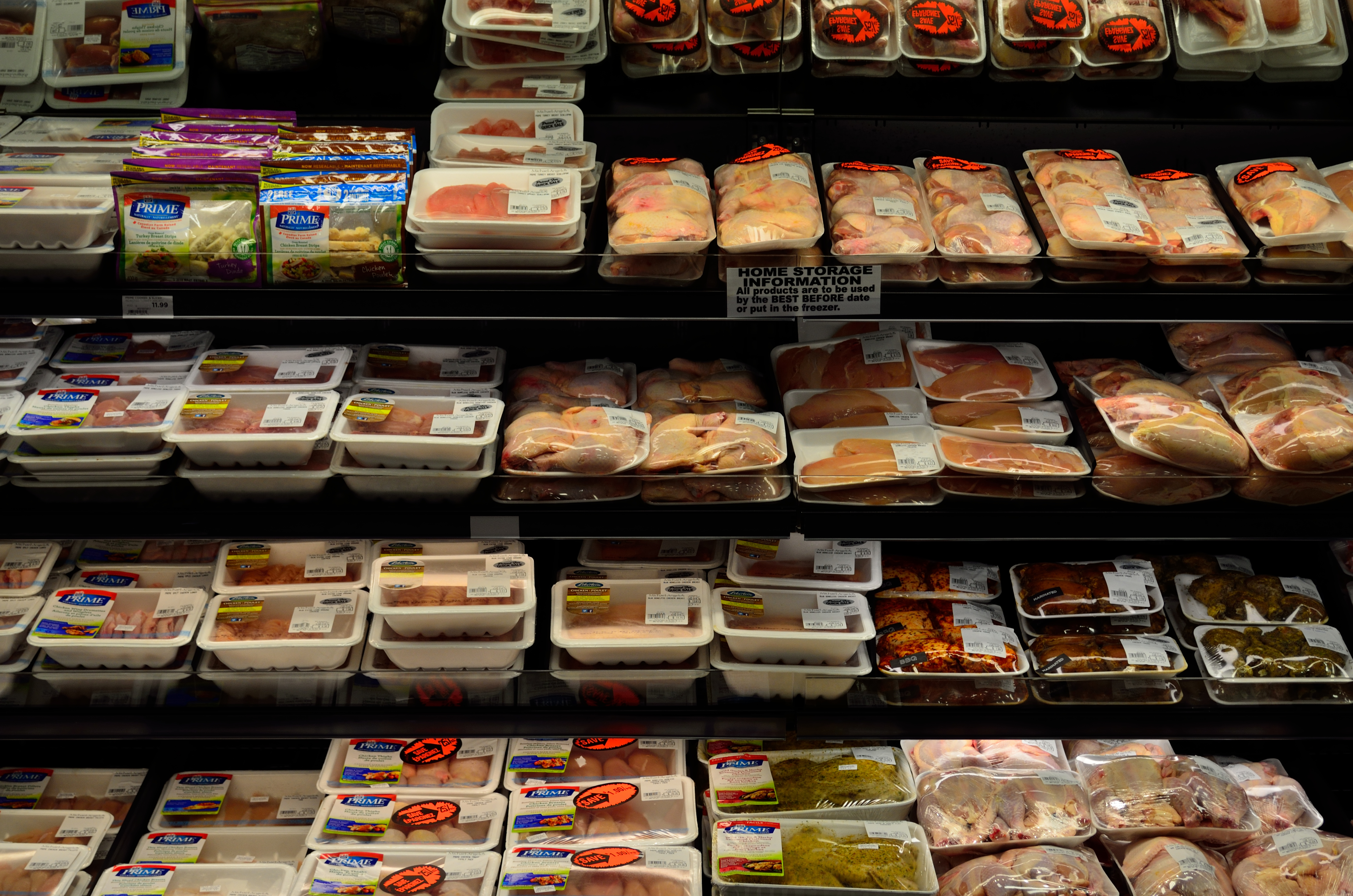
Thịt tươi đóng gói, bán trong siêu thị ở Bắc Mỹ

Mặc dù là một ngành công nghiệp rất lâu đời, sản xuất thịt vẫn tiếp tục được định hình mạnh mẽ bởi nhu cầu ngày càng tăng của khách hàng. Xu hướng bán thịt ở dạng cắt đóng gói sẵn đã làm tăng nhu cầu cho các giống gia súc có kích thước lớn mà phù hợp để sản xuất các loại thịt đó.:11 Thậm chí nhiều loài động vật trước đây không được khai thác để lấy thịt lại đang được nuôi trong trang trại, đặc biệt là những loài nhanh nhẹn và di động, có xu hướng phát triển cơ bắp tốt hơn so với gia súc, cừu hoặc lợn.:11 Ví dụ như nhiều loài linh dương khác nhau, ngựa vằn, trâu nước và lạc đà,:11ff và một số động vật không có vú, chẳng hạn như cá sấu, đà điểu Emu và đà điểu châu Phi.:13 Một xu hướng quan trọng khác trong sản xuất thịt đương đại là chăn nuôi hữu cơ, mặc dù không mang lại lợi ích cảm quan cho thịt,  nhưng đáp ứng được nhu cầu ngày càng tăng về thịt hữu cơ.

### Văn hóa
Trong phần lớn lịch sử loài người, thịt là một phần không thể thiếu trong chế độ ăn uống của con người.:1 Chỉ trong thế kỷ 20, thịt mới bắt đầu trở thành một chủ đề bàn luận và tranh cãi trong xã hội, chính trị và văn hóa số đông.

#### Triết học
Các nhà sáng lập triết học phương Tây đã bất đồng về đạo đức ăn thịt. Cộng hòa của Plato có Socrates mô tả trạng thái lý tưởng là ăn chay. Pythagoras tin rằng con người và động vật bình đẳng và do đó không chấp nhận việc ăn thịt, Plutarch cũng vậy, trong khi Zeno và Epicurus ăn chay nhưng cho phép ăn thịt trong triết lý của họ. Ngược lại, Chính trị của Aristotle khẳng định rằng động vật là những sinh vật thấp kém tồn tại để phục vụ con người, kể cả cho mục đích làm thức ăn. Augustine đã dựa trên Aristotle để lập luận rằng hệ thống phân cấp tự nhiên của vũ trụ cho phép con người ăn động vật và động vật ăn thực vật. Các triết gia Khai sáng cũng chia rẽ như vậy. Descartes viết rằng động vật chỉ là những cỗ máy hoạt hình, và Kant coi chúng là những sinh vật thấp kém vì thiếu sự sáng suốt; có nghĩa là hơn là kết thúc.  Nhưng Voltaire và Rousseau không đồng ý. Người thứ hai lập luận rằng ăn thịt là một hành động xã hội hơn là một hành động tự nhiên, bởi vì trẻ em không quan tâm đến thịt.
Các triết gia của thời đại sau này đã xem xét việc thay đổi tập quán ăn thịt trong thời hiện đại như một phần của quá trình tách rời động vật ra khỏi cơ thể sống. Ví dụ, Norbert Elias lưu ý rằng vào thời trung cổ người ta nấu chín động vật rồi phục vụ cả con trên bàn ăn, nhưng kể từ thời kỳ Phục hưng chỉ phục vụ những phần ăn được mà không còn có thể nhận ra là bộ phận của động vật nữa. Theo Noëlie Vialles, người ăn uống hiện đại yêu cầu một "dấu chấm lửng" giữa thịt và động vật chết; chẳng hạn, mắt của con bê không còn được coi là một món ngon như thời Trung cổ, mà giờ đây khiến người ta ghê tởm.  Ngay cả trong ngôn ngữ tiếng Anh cũng xuất hiện từ ngữ nhằm phân biệt rạch ròi giữa động vật và thịt của chúng, chẳng hạn như giữa gia súc và thịt bò, lợn và thịt lợn. Fernand Braudel đã viết rằng vì chế độ ăn uống của người châu Âu vào thế kỷ 15 và 16 đặc biệt thiên về thịt, chủ nghĩa thực dân châu Âu đã giúp xuất khẩu thói quen ăn thịt ra toàn cầu, khi các dân tộc bị đô hộ áp dụng thói quen ẩm thực của thực dân, mà lúc đó được gắn liền với sự giàu có và quyền lực.

## Tiêu dùng
Theo phân tích của Tổ chức Lương thực và Nông nghiệp Liên Hợp Quốc, mức tiêu thụ thịt trắng trên toàn cầu từ năm 1990 đến năm 2009 đã tăng đáng kể. Thịt gia cầm tăng 76,6% / kg bình quân đầu người và thịt lợn tăng 19,7%. Thịt trâu, bò giảm từ 10,4 kg (22 lb 15 oz) bình quân đầu người năm 1990 còn 9,6 kg (21 lb 3 oz) bình quân đầu người năm 2009.
Nhìn chung, chế độ ăn thịt là phổ biến nhất trên toàn thế giới theo kết quả của một nghiên cứu Ipsos MORI năm 2018 trên những người từ 16–64 tuổi ở 28 quốc gia khác nhau. Ipsos cho biết "Chế độ ăn tạp là chế độ ăn phổ biến nhất trên toàn cầu, với chế độ ăn không thịt (có thể bao gồm cá) được hơn 1/10 dân số toàn cầu áp dụng." Khoảng 87% mọi người bao gồm thịt trong chế độ ăn uống của họ với một số tần suất. 73% những người ăn thịt bao gồm nó trong chế độ ăn uống của họ một cách thường xuyên và 14% chỉ tiêu thụ thịt thỉnh thoảng hoặc không thường xuyên. Các ước tính về chế độ ăn không thịt cũng được chia nhỏ. Khoảng 3% người theo chế độ ăn thuần chay, tức là kiêng ăn thịt, trứng và sữa. Khoảng 5% người theo chế độ ăn chay; theo đó việc tiêu thụ thịt bị kiêng, nhưng việc tiêu thụ trứng và/hoặc sữa không bị hạn chế nghiêm ngặt. Khoảng 3% người theo chế độ ăn kiêng pescetarian; tức là kiêng tiêu thụ thịt của động vật trên cạn, nhưng có thể ăn cá và hải sản, và việc tiêu thụ trứng và/hoặc sữa có thể bị hạn chế nghiêm ngặt hoặc có thể không.

## Sự tăng trưởng và phát triển của động vật
Khoa học nông nghiệp đã xác định một số yếu tố ảnh hưởng đến sự sinh trưởng và phát triển của thịt ở động vật.

### Di truyền
| Đặc tính           | Tính di truyền |
| ------------------ | -------------- |
| Hiệu suất sinh sản | 2–10%          |
| Chất lượng thịt    | 15–30%         |
| Tăng trưởng        | 20–40%         |
| Tỷ lệ nạc/mỡ       | 40–60%         |

Một số đặc điểm kinh tế quan trọng ở động vật lấy thịt có thể di truyền ở một mức độ nào đó (xem bảng bên cạnh) và do đó có thể được lựa chọn bằng cách lai tạo động vật. Ở gia súc, một số đặc điểm sinh trưởng nhất định được kiểm soát bởi các gen lặn mà cho đến nay vẫn chưa được kiểm soát, khiến việc chăn nuôi trở nên phức tạp.:18 Một trong những đặc điểm đó là chứng lùn; một loại khác là doppelender hay còn gọi là tình trạng "cơ bắp kép", gây phì đại cơ và do đó làm tăng giá trị thương mại của động vật.:18 Phân tích di truyền tiếp tục cho thấy các cơ chế di truyền kiểm soát nhiều khía cạnh của hệ thống nội tiết và thông qua đó, tăng trưởng và chất lượng thịt.:19
Các kỹ thuật công nghệ gen có thể rút ngắn đáng kể các chương trình nhân giống vì chúng cho phép xác định và phân lập các gen mã hóa các tính trạng mong muốn và để tổ hợp lại các gen này vào bộ gen động vật.:21 Để cho phép thao tác như vậy, nghiên cứu đang được tiến hành (Tính đến  năm 2006) để lập bản đồ toàn bộ bộ gen của cừu, gia súc và lợn.:21 Một số nghiên cứu đã được ứng dụng thương mại. Ví dụ, một loại vi khuẩn tái tổ hợp đã được phát triển để cải thiện quá trình tiêu hóa cỏ trong dạ cỏ của gia súc, và một số đặc điểm cụ thể của sợi cơ đã được thay đổi về mặt di truyền.:22
Thực nghiệm nhân bản vô tính các động vật lấy thịt quan trọng về mặt thương mại như cừu, lợn hoặc gia súc đã thành công.:22 Việc cho sinh sản vô tính nhiều loài động vật mang các đặc tính mong muốn là có thể xảy ra,:22 dù chưa thực tế trên quy mô thương mại.

### Môi trường
Điều hòa nhiệt ở vật nuôi có ý nghĩa kinh tế lớn, vì động vật có vú cố gắng duy trì nhiệt độ cơ thể tối ưu không đổi. Nhiệt độ thấp có xu hướng kéo dài sự phát triển của động vật và nhiệt độ cao có xu hướng làm chậm phát triển của động vật.:22 Tùy thuộc vào kích thước, hình dạng cơ thể và khả năng cách nhiệt qua mô và lông, một số loài động vật sẽ có vùng chịu nhiệt độ tương đối hẹp còn những loài khác (ví dụ như gia súc) sẽ có vùng chịu nhiệt rộng.:23 Từ trường tĩnh cũng làm chậm sự phát triển của động vật, dù chưa thể lí giải được vì sao.:23

### Dinh dưỡng

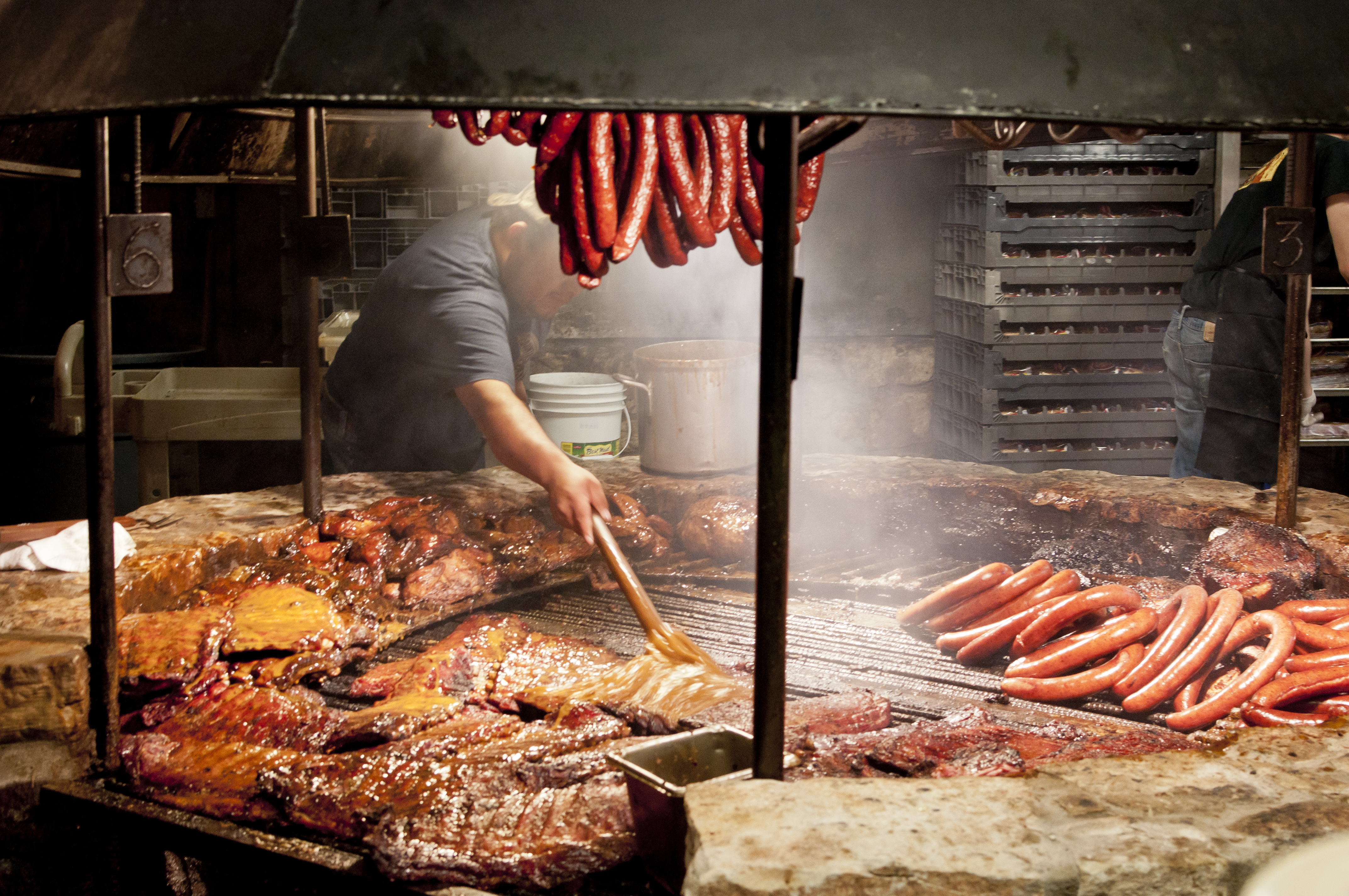
Nướng thịt và xúc xích

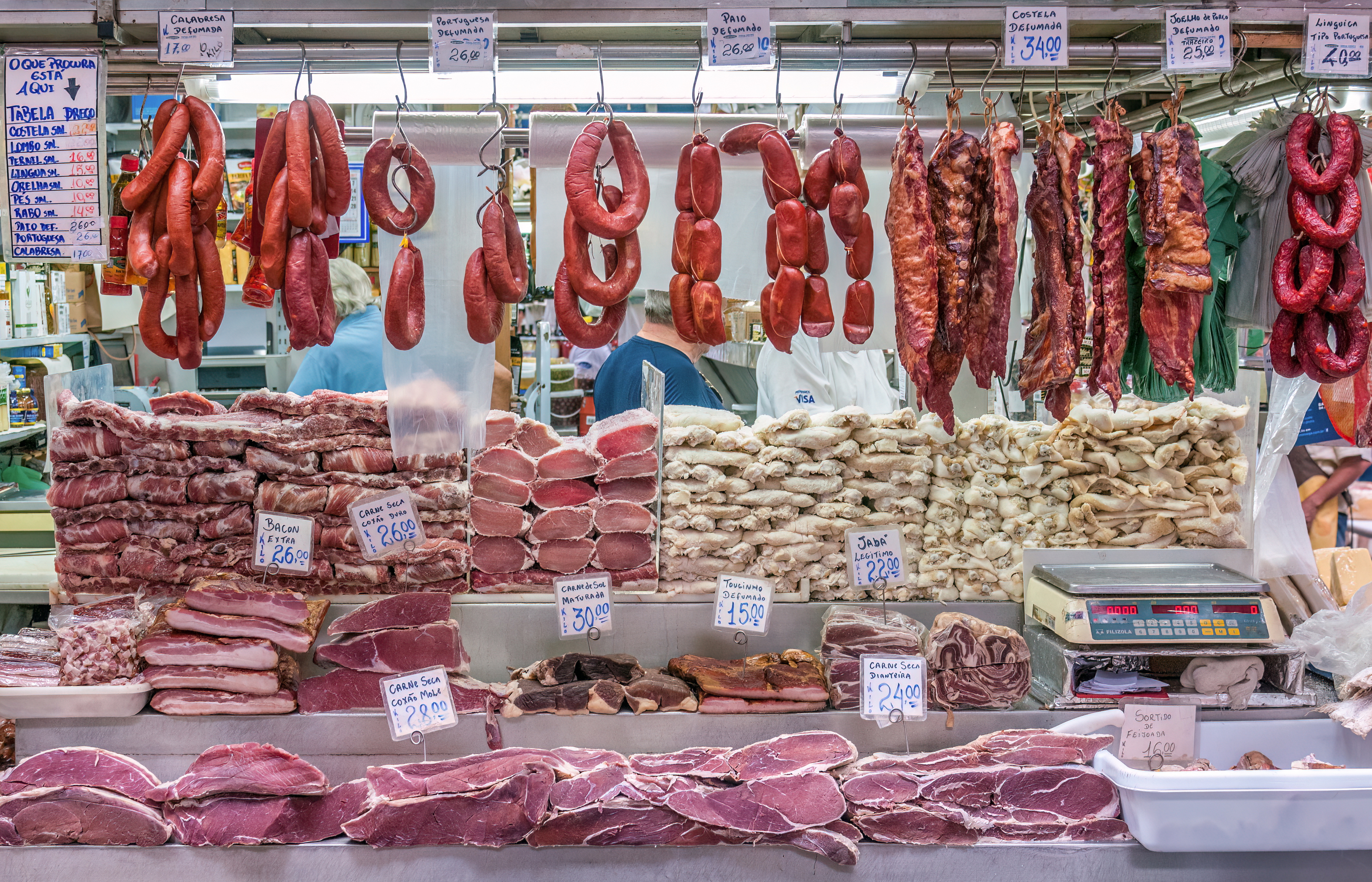
Trong một cửa hàng bán thịt và thịt nguội, dồi, xúc xích, thịt xông khói tại São Paulo, Brasil.

Chất lượng và số lượng thịt có thể sử dụng được phụ thuộc vào chế độ dinh dưỡng của loài động vật đó, tức là được cho ăn quá nhiều hay quá ít. Các nhà khoa học không đồng thuận về việc chế độ dinh dưỡng ảnh hưởng đến thành phần thân thịt chính xác như thế nào.:25
Thành phần khẩu phần, đặc biệt là lượng protein cung cấp cũng là một yếu tố quan trọng điều hòa sinh trưởng của vật nuôi.:26 Động vật nhai lại, có thể tiêu hóa cellulose, thích nghi tốt hơn với chế độ ăn kém chất lượng, nhưng các vi sinh vật nhai lại của chúng sẽ phân hủy protein chất lượng cao nếu được cung cấp quá mức.:27 Vì sản xuất thức ăn chăn nuôi có protein chất lượng cao rất tốn kém (xem thêm Tác động môi trường bên dưới), một số kỹ thuật được sử dụng hoặc thử nghiệm để đảm bảo sử dụng tối đa protein. Chúng bao gồm việc xử lý thức ăn bằng formalin để bảo vệ các amino acid trong quá trình chúng đi qua dạ cỏ, tái chế phân bằng cách cho gia súc ăn trở lại trộn với thức ăn tinh, hoặc chuyển đổi một phần hydrocarbon dầu mỏ thành protein thông qua hoạt động của vi sinh vật.:30
Trong thức ăn thực vật, các yếu tố môi trường ảnh hưởng đến sự sẵn có của các chất dinh dưỡng quan trọng hoặc vi chất dinh dưỡng, thiếu hoặc thừa có thể gây ra nhiều bệnh tật.:29 Ví dụ, ở Úc, nơi đất có hàm lượng phosphat hạn chế, gia súc được cho ăn thêm phosphat để tăng hiệu quả chăn nuôi bò thịt.:28 Cũng tại Úc, gia súc và cừu ở một số khu vực thường được phát hiện chán ăn và chết giữa đồng cỏ trù phú; Điều này ở độ dài được phát hiện là do thiếu coban trong đất.:29 Chất độc thực vật cũng là một nguy cơ đối với động vật ăn cỏ; ví dụ, natri fluoroaxetat, được tìm thấy trong một số thực vật ở Châu Phi và Châu Úc, giết chết bằng cách phá vỡ sự trao đổi chất của tế bào.:29 Một số chất ô nhiễm do con người tạo ra như methylmercury và một số dư lượng thuốc trừ sâu có nguy cơ đặc biệt do xu hướng tích tụ sinh học của chúng trong thịt, có khả năng gây ngộ độc cho người tiêu dùng.:30

### Sự can thiệp của con người
Nhà sản xuất thịt có thể tìm cách cải thiện khả năng sinh sản của các con cái thông qua sự quản lý của gonadotrophic hoặc hormone kích thích rụng trứng.:31 Trong chăn nuôi lợn, tình trạng vô sinh ở lợn nái là một vấn đề phổ biến – có thể do quá béo.:32 Hiện không có phương pháp nào để tăng khả năng sinh sản của các con đực.:32 Thụ tinh nhân tạo hiện được sử dụng thường xuyên để tạo ra động vật có chất lượng di truyền tốt nhất có thể, và hiệu quả của phương pháp này được cải thiện thông qua việc sử dụng các hormone đồng bộ hóa chu kỳ rụng trứng trong các nhóm con cái.:33
Hormone tăng trưởng, đặc biệt là các chất đồng hóa như steroid, được sử dụng ở một số quốc gia để đẩy nhanh sự phát triển cơ bắp ở động vật.:33 Thực tiễn này đã làm nảy sinh tranh cãi về hormone thịt bò, một tranh chấp thương mại quốc tế. Nó cũng có thể làm giảm độ mềm của thịt, mặc dù nghiên cứu về điều này là chưa có kết luận,:35 và có những ảnh hưởng khác đến thành phần của thịt cơ.:36ff Khi thiến được sử dụng để cải thiện khả năng kiểm soát đối với động vật đực, tác dụng phụ của nó cũng bị chống lại khi sử dụng hormone.:33
Thuốc an thần có thể được dùng cho động vật để chống lại các yếu tố gây căng thẳng và giúp tăng trọng lượng.:39 Việc cho một số động vật ăn thuốc kháng sinh cũng đã được chứng minh là có thể cải thiện tốc độ tăng trưởng.:39 Thực hành này đặc biệt phổ biến ở Hoa Kỳ, nhưng đã bị cấm ở EU, một phần vì nó gây ra tình trạng kháng thuốc ở vi sinh vật gây bệnh.:39

## Thành phần sinh hóa

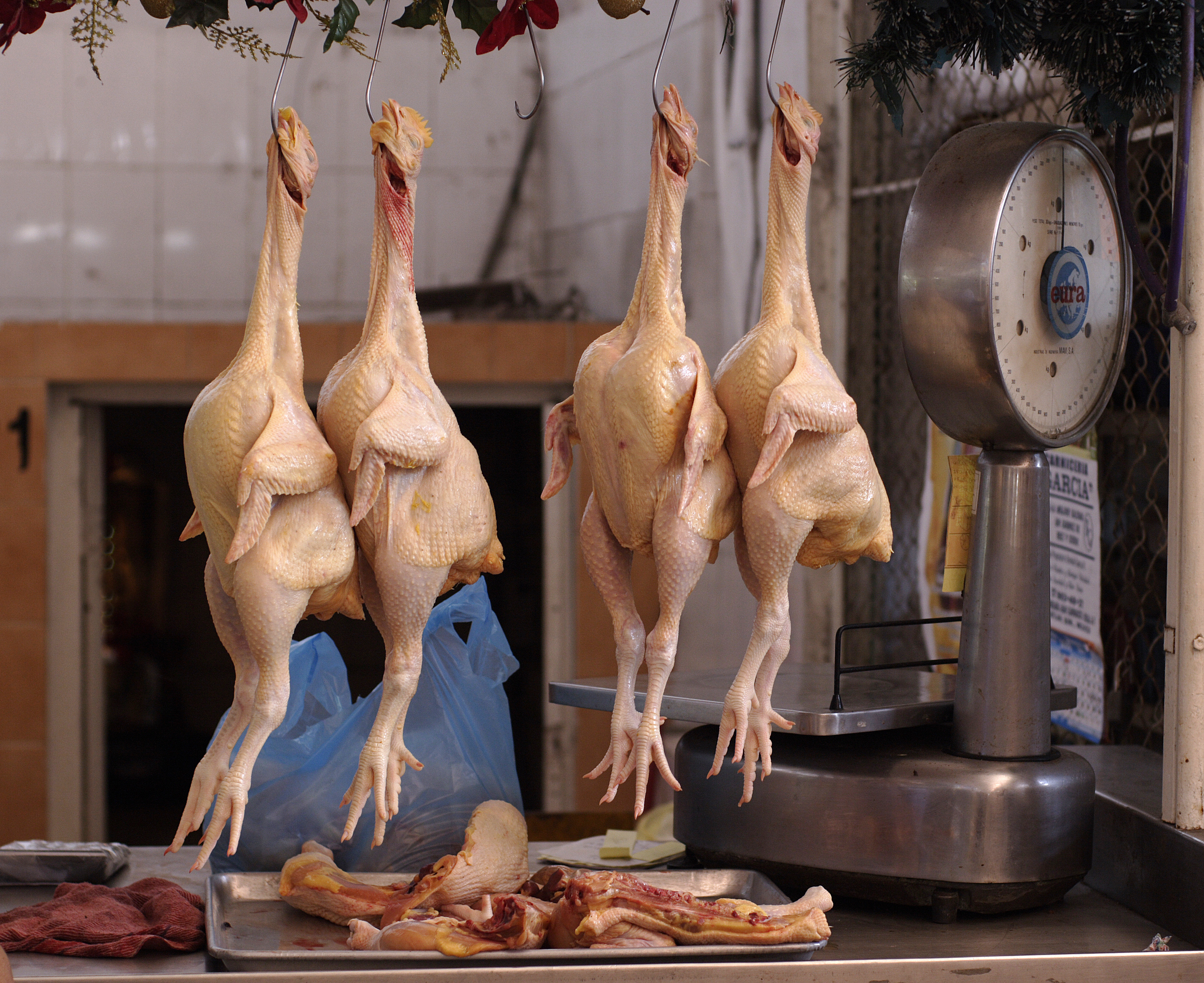
Thịt gà tươi (thịt trắng) được bày bán ngoài chợ

Nhiều khía cạnh của thành phần sinh hóa của thịt thay đổi theo những cách phức tạp tùy thuộc vào loài, giống, giới tính, tuổi tác, chế độ dinh dưỡng, huấn luyện và luyện tập của động vật, cũng như vị trí giải phẫu của hệ cơ liên quan.:94–126 Ngay cả giữa các động vật cùng lứa và cùng giới cũng có sự khác biệt đáng kể về các thông số như tỷ lệ mỡ tiêm bắp.:126

### Thành phần chính
Cơ thịt động vật có vú trưởng thành bao gồm khoảng 75 phần trăm nước, 19 phần trăm protein, 2,5 phần trăm chất béo tiêm bắp, 1,2 phần trăm carbohydrate và 2,3 phần trăm các chất phi protein hòa tan khác. Chúng bao gồm các hợp chất nitơ, chẳng hạn như amino acid, và các chất vô cơ như khoáng chất.:76
Protein cơ bắp hoặc là hòa tan trong nước (sarcoplasmic protein, khoảng 11,5 phần trăm tổng số khối lượng cơ bắp) hoặc là hòa tan trong các dung dịch muối đậm đặc (sợi cơ protein, khoảng 5,5 phần trăm khối lượng).:75 Có hàng trăm protein cơ chất.:77 Hầu hết chúng – các enzym đường phân – tham gia vào con đường đường phân, tức là chuyển đổi năng lượng dự trữ thành năng lượng cơ.:78 Hai protein myofibrillar phong phú nhất, myosin và actin,:79 chịu trách nhiệm cho cấu trúc tổng thể của cơ. Khối lượng protein còn lại bao gồm mô liên kết (collagen và elastin) cũng như mô bào quan.:79
Chất béo trong thịt có thể là mô mỡ, được động vật sử dụng để dự trữ năng lượng và bao gồm "chất béo thực" (este của glyxerol với axit béo),:82 hoặc chất béo tiêm bắp, chứa một lượng đáng kể phosphorlipit và không xà phòng hóa các chất cấu thành như cholesterol.:82

### Đỏ và trắng

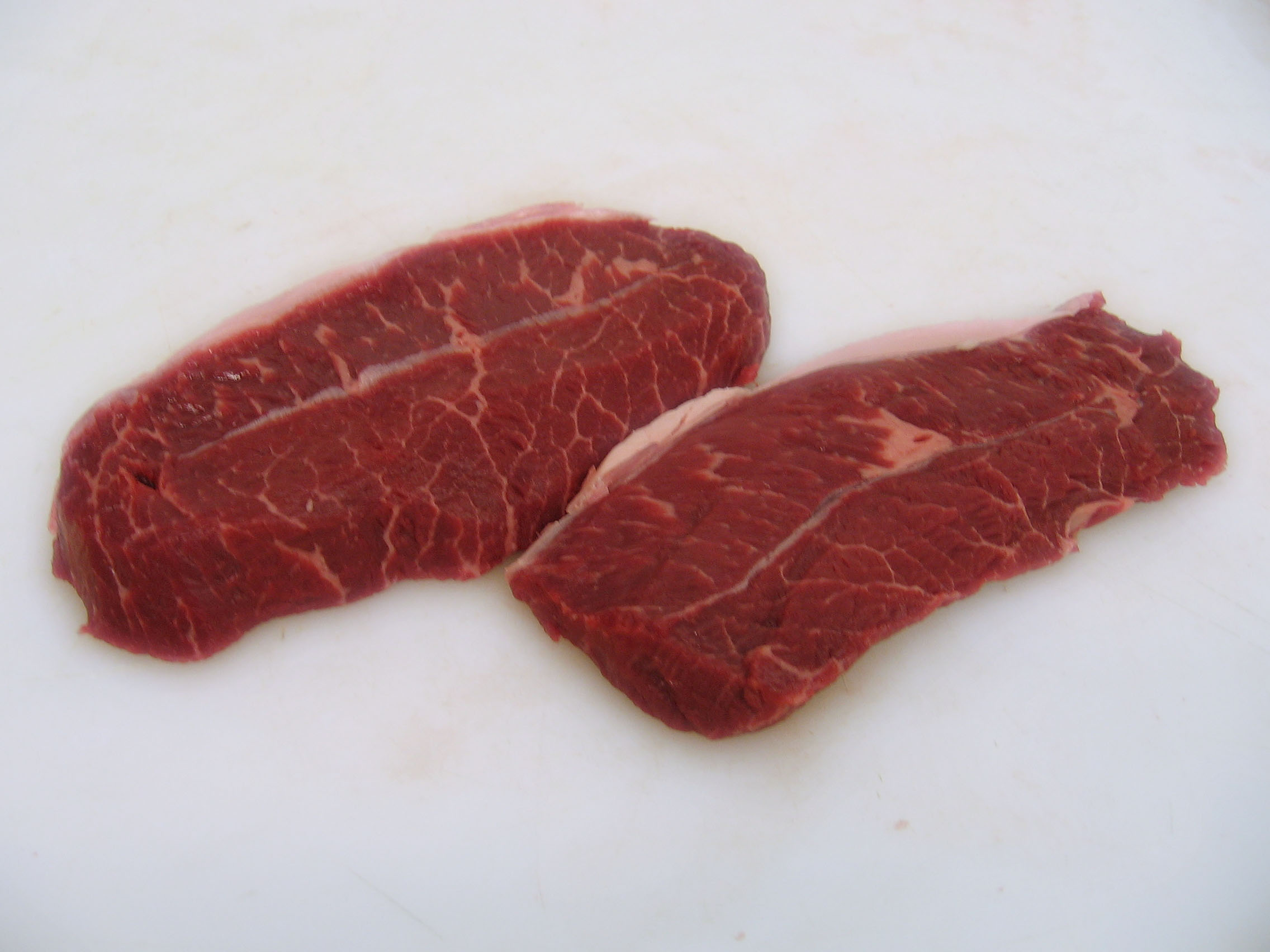
Thịt steak xắt lát là một ví dụ của thịt "đỏ".

Thịt có thể được phân loại rộng rãi là "đỏ" hoặc "trắng" tùy thuộc vào nồng độ myoglobin trong sợi cơ. Khi myoglobin tiếp xúc với oxy, oxymyoglobin màu đỏ sẽ hình thành, làm cho thịt giàu myoglobin có màu đỏ. Màu đỏ của thịt phụ thuộc vào loài, độ tuổi động vật và loại sợi: Thịt đỏ chứa nhiều sợi cơ hẹp hơn có xu hướng hoạt động trong thời gian dài mà không nghỉ,:93 trong khi thịt trắng chứa nhiều sợi rộng hơn có xu hướng hoạt động ngắn bùng phát nhanh.:93
Nói chung, thịt của động vật có vú trưởng thành như bò, cừu và ngựa được coi là màu đỏ, trong khi thịt gà và thịt gà tây được coi là màu trắng.

## Thông tin dinh dưỡng
| Nguồn                    | Năng lượng: kJ (kcal) | Protein | Carbs | Chất béo |
| ------------------------ | --------------------- | ------- | ----- | -------- |
| Cá                       | 460–590 (110–140)     | 20–25 g | 0 g   | 1–5 g    |
| Ức gà                    | 670 (160)             | 28 g    | 0 g   | 7 g      |
| Thịt cừu                 | 1.000 (250)           | 30 g    | 0 g   | 14 g     |
| Thịt bò (beef top round) | 880 (210)             | 36 g    | 0 g   | 7 g      |
| Thịt bò (beef T-bone)    | 1.900 (450)           | 25 g    | 0 g   | 35 g     |
| Thịt chó                 | 1.100 (270)           | 20 g    | 0 g   | 22 g     |
| Thịt ngựa (strip steak)  | 590 (140)             | 25 g    | 0 g   | 7 g      |
| Thịt lợn                 | 1.010 (242)           | 14 g    | 0 g   | 30 g     |
| Thịt thỏ (nuôi nhốt)     | 900 (215)             | 32 g    | 0 g   | 9 g      |

Tất cả các mô cơ đều rất giàu protein, chứa tất cả các amino acid thiết yếu và trong hầu hết các trường hợp là nguồn cung cấp kẽm, vitamin B12, selen, phosphor, niacin, vitamin B6, choline, riboflavin và sắt. Một số dạng thịt cũng chứa nhiều vitamin K. Mô cơ rất ít carbohydrate và không chứa chất xơ. Mặc dù chất lượng hương vị có thể khác nhau giữa các loại thịt, nhưng protein, vitamin và khoáng chất có sẵn từ các loại thịt nói chung là nhất quán.
Hàm lượng chất béo của thịt có thể rất khác nhau tùy thuộc vào loài và giống động vật, cách thức nuôi động vật, bao gồm thức ăn mà nó được cho ăn, bộ phận giải phẫu của cơ thể, phương pháp mổ thịt và nấu nướng. Động vật hoang dã như hươu thường gầy hơn so với động vật trang trại, khiến những người lo ngại về hàm lượng chất béo chọn các trò chơi như thịt nai. Nhiều thập kỷ chăn nuôi động vật lấy thịt để tăng độ béo đang bị đảo ngược bởi nhu cầu của người tiêu dùng về thịt ít mỡ hơn. Các chất béo tồn tại cùng với các thớ cơ trong thịt làm mềm thịt khi nó được nấu chín và cải thiện hương vị thông qua các thay đổi hóa học bắt đầu thông qua nhiệt cho phép các phân tử protein và chất béo tương tác. Chất béo khi nấu với thịt cũng làm cho thịt có vẻ ngon hơn. Thành phần dinh dưỡng của chất béo chủ yếu là calo thay vì protein. Khi hàm lượng chất béo tăng lên, đóng góp của thịt vào dinh dưỡng giảm. Ngoài ra, có cholesterol liên quan đến chất béo bao quanh thịt. Cholesterol là một loại lipid liên kết với loại chất béo bão hòa có trong thịt. Sự gia tăng tiêu thụ thịt sau năm 1960 có liên quan đến sự mất cân bằng đáng kể của chất béo và cholesterol trong chế độ ăn uống của con người.

## Các món ăn từ thịt
Trong cơ cấu tiêu thụ thịt của người Việt, thịt heo chiếm tới 73,3%, thịt gia cầm là 17,5% và chỉ 9,2% còn lại là thịt đỏ (bò, trâu, dê, cừu...).

## Các loại thịt
- Thịt tươi
- Thịt đông
- Thịt nguội
- Thịt xông khói
- Thịt đỏ
- Thịt trắng

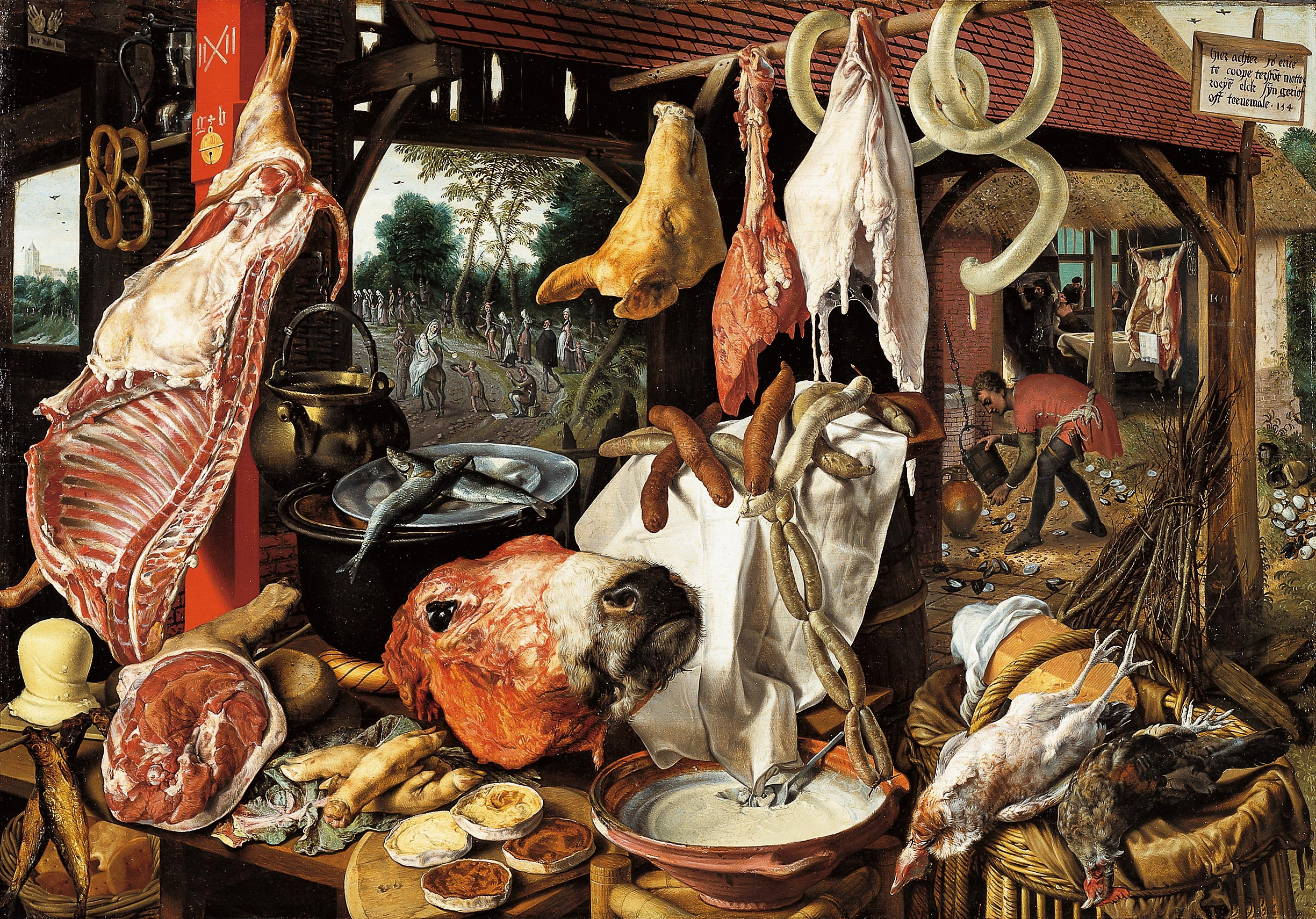
Họa phẩm về các loại thịt của Pieter Aertsen năm 1551.

- Thịt heo và Khúc thịt lợn: Là loại thịt thông dụng nhất, phổ biến nhất và chiếm số lượng nhiều nhất trên thế giới
- Thịt gà: Là loạt thịt phổ biến thứ hai sau thịt heo
- Thịt bò và Khúc thịt bò: Là thực phẩm bổ dưỡng và thông dụng
- Thịt bê: Là thịt của những con bê (bò con)
- Thịt cừu: Loại thịt phổ biến ở các nước du mục và phương Tây
- Thịt dê: Phổ biến ở một số nước châu Á
- Thịt chó: Đặc sản ở một số nước
- Thịt vịt
- Thịt mèo
- Thịt ngựa
- Thịt trâu
- Thịt thỏ
- Thịt gà tây
- Thịt chuột
- Thịt đà điểu
- Thịt chim cút
- Thịt ngựa
- Thịt rừng
- Thịt nai
- Thịt cá mập
- Thịt rắn: Đặc sản ở một số nước châu Á.
- Thịt bồ câu
- Thịt ngan
- Thịt rừng
- Lát thịt
- Tất cả các trang có tựa đề chứa "Thịt"